# ジョシュ・バーネット
ジョシュ・バーネット（Josh Barnett、1977年11月10日 - ）は、アメリカ合衆国の男性総合格闘家、プロレスラー。ワシントン州シアトル出身。第10代無差別級キング・オブ・パンクラシスト。第7代UFC世界ヘビー級王者。
ニックネームは「ザ・ベビーフェイスド・アサシン」（ベビーフェイスの暗殺者）、「ザ・ウォーマスター」。また、漫画・アニメをこよなく愛し、特に『北斗の拳』のケンシロウの熱烈なファンであることから、日本では「蒼い瞳のケンシロウ」の異名を持つ。

## 来歴
ワシントン州シアトルで生まれ育つ。高校時代にレスリングとアメリカンフットボールで優秀な成績を収め、柔道とキックボクシングのトレーニングを積んだ。高校2年時にUFC 2を見て総合格闘家になることを決め、モンタナ大学時代にブシドウカンドウジョウで総合格闘技のトレーニングを始めるが、道場の会費を払えなかったバーネットは会費の代わりに道場の掃除と手伝いをしてトレーニングを積んだ。

### 総合格闘技
1997年1月、18歳でプロ総合格闘技デビュー。
1999年9月、SuperBrawl 13のヘビー級トーナメントで優勝を果たした。
2000年2月、SuperBrawl 16でUFCスーパーファイト王者のダン・スバーンに一本勝ちを収めた。
2000年3月、ADCC 2000の99kg以上級と無差別級に出場し、どちらも1回戦で敗退した。

#### UFC
2000年11月17日、UFC初出場となったUFC 28でガン・マッギーにTKO勝ちを収めた。
2001年2月23日、UFC 30でペドロ・ヒーゾにKO負け。キャリア11戦目で初黒星を喫した。
2001年6月29日、UFC 32で無差別級キング・オブ・パンクラシストのセーム・シュルトに腕ひしぎ十字固めで一本勝ち。
2002年3月22日、UFC 36で行われたUFC世界ヘビー級タイトルマッチで王者ランディ・クートゥアに挑戦し、TKO勝ちを収め史上最年少で王座獲得に成功したが、試合後の薬物検査でステロイドの陽性反応が検出されたため、7月26日にUFCから王座を剥奪された。

#### 日本時代
2003年5月2日、新日本プロレス主催ULTIMATE CRUSHにてジミー・アンブリッツと対戦し、グラウンドでの打撃によるタップアウトでTKO勝ち。
2003年8月31日、PANCRASE 2003 HYBRID TOURで行われた無差別級キング・オブ・パンクラス王座決定戦で近藤有己と対戦し、ジャーマン・スープレックスを連続で決めるなどし、最後はチョークスリーパーで一本勝ちを収め王座獲得に成功した。
2003年10月13日、ULTIMATE CRUSHで高橋義生に腕ひしぎ三角固めで一本勝ちを収めパンクラス王座の初防衛に成功。
2003年12月31日、INOKI BOM-BA-YE 2003でセーム・シュルトに腕ひしぎ十字固めで一本勝ちを収めパンクラス王座の2度目の防衛に成功した。
2004年5月22日、K-1 ROMANEXにてレネ・ローゼにマウントパンチでKO勝ち。

#### PRIDE
2004年10月31日、PRIDE初出場となったPRIDE.28でミルコ・クロコップと対戦し、開始早々に左肩を脱臼。1R46秒でTKO負け。
2005年10月23日、1年ぶりの復帰戦となったPRIDE.30でミルコ・クロコップと再戦し、フルラウンドの攻防の末判定負け。

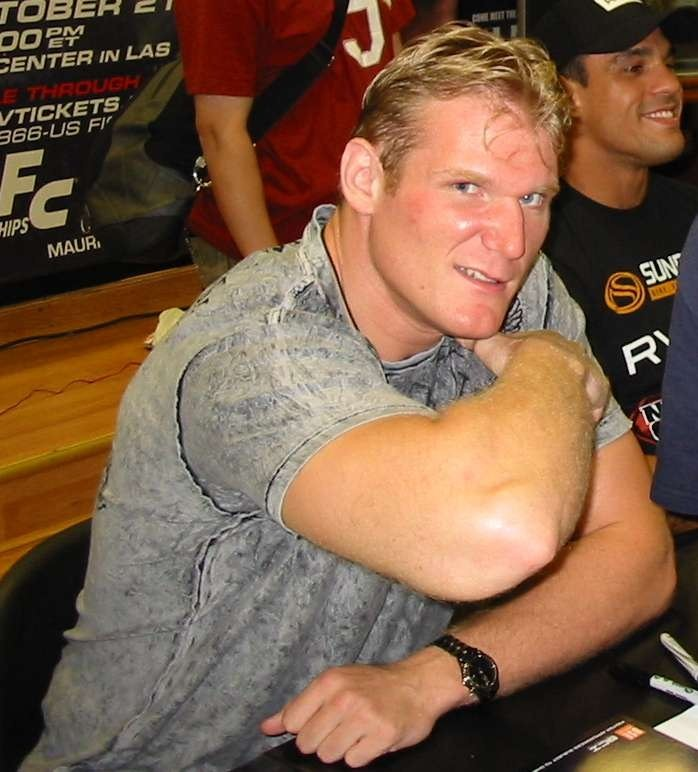
サイン会でのジョシュ(2006年8月撮影)

2006年年5月5日、PRIDE 無差別級グランプリ 2006 開幕戦におけるグランプリ1回戦でエメリヤーエンコ・アレキサンダーと対戦、激しい打撃戦の末、テイクダウンを取りV1アームロックで一本勝ち。
2006年7月1日、PRIDE 無差別級グランプリ 2006 2nd ROUNDにおけるグランプリ2回戦でマーク・ハントと対戦、1Rにチキンウィングアームロックで一本勝ち。
2006年9月10日、PRIDE 無差別級グランプリ 2006 決勝戦におけるグランプリ準決勝で、アントニオ・ホドリゴ・ノゲイラと対戦。PRIDE史上に残る寝技対決となり、判定2-1で勝利。同日に行われた決勝戦にてミルコ・クロコップとの3度目の対戦に挑むが、1Rにパウンドでギブアップ負けを喫し準優勝に終わった。
2006年10月21日、PRIDE.32においてUFC以来の母国アメリカへの凱旋を果たし、パウエル・ナツラと対戦、2Rにアンクルホールドで勝利を収めた。
2006年12月31日、PRIDE 男祭り 2006においてアントニオ・ホドリゴ・ノゲイラとの再戦を行ない、0-3の判定負け。
2007年12月9日、フィリピン・マニラにて開催された「リング・オブ・ファイヤー」にチームジョシュ・バーネットのコーチとして参加（自身は試合なし）。
2008年3月5日、戦極旗揚げ戦の戦極 〜第一陣〜のメインイベントで吉田秀彦と対戦、1Rにバックドロップで投げるなどし、3Rにヒールホールドで一本勝ち。
2008年5月18日、戦極 〜第二陣〜でジェフ・モンソンと対戦、3-0の判定勝ち。
2008年7月19日、Affliction旗揚げ戦のAffliction: Bannedでペドロ・ヒーゾと約7年半振りに再戦し、左フックによるKO勝ちでリベンジに成功。
2009年8月1日、Affliction: Trilogyでエメリヤーエンコ・ヒョードルと対戦予定であったが、カリフォルニア州アスレチック・コミッションが実施した試合前のドーピング検査でアナボリックステロイドの一種であるドロスタノロンの陽性反応が検出されたため出場停止となり、その影響で同大会は開催中止となった。
2009年11月8日、世界ノーギ柔術選手権の黒帯ペサディシモ級に出場。1回戦、準決勝を勝ち抜き、決勝ではトレーニング・パートナーでもあるブルーノ・パウリスタと対戦し、レフェリー判定で優勝を果たした。
2010年3月22日、DREAM初出場となったDREAM.13でマイティ・モーと対戦。金的で試合が中断される場面もあったが1Rにアームロックで一本勝ち。

#### Strikeforce
2011年6月18日、Strikeforce初出場となったStrikeforce: Overeem vs. Werdumで行われたワールドグランプリ ヘビー級トーナメント1回戦でブレット・ロジャースから肩固めで一本勝ち。
2011年9月10日、Strikeforce: Barnett vs. Kharitonovで行われたグランプリ準決勝でセルゲイ・ハリトーノフと対戦し、肩固めで一本勝ち。
2012年5月19日、Strikeforce: Barnett vs. Cormierで行われたグランプリ決勝でダニエル・コーミエと対戦するも判定負けでグランプリ準優勝に終わった。

#### UFC復帰
2013年8月31日、約12年ぶりのUFC出場となったUFC 164でヘビー級ランキング6位のフランク・ミアと対戦し、膝蹴りで1RTKO勝ちを収めた。
2013年12月28日、UFC 168でヘビー級ランキング5位のトラヴィス・ブラウンと対戦し、1RKO負け。
2015年9月27日、UFC Fight Night: Barnett vs. Nelsonで、Road to UFC: Japanのコーチ対決としてヘビーランキング級11位のロイ・ネルソンと対戦し、3-0で判定勝ち。パフォーマンス・オブ・ザ・ナイトを受賞した。試合後のインタビューでは、日本語で「ただいまー！」と雄叫びをあげた。
2016年1月30日、UFC on FOX 18でヘビー級ランキング7位のベン・ロズウェルと対戦。2Rにタックルした際にゴゴチョークで捉えられそのままタップアウト。キャリア初の一本負けを喫した。
2016年9月3日、UFC Fight Night: Arlovski vs. Barnettで、ヘビー級ランキング6位のアンドレイ・アルロフスキーと対戦し、リアネイキドチョークで一本勝ち。ファイト・オブ・ザ・ナイトとパフォーマンス・オブ・ザ・ナイトを同時受賞した。
2016年12月9日、米国アンチドーピング機関（USADA）による競技外の抜き打ち検査で禁止薬物オスタリンの陽性反応が検出され出場停止処分が下されるが、バーネットは異議申し立てを行い、2018年3月23日に独立仲裁人が審理の結果、バーネットの陽性反応検出はオスタリンが混入した汚染サプリメントを知らずに摂取したことが原因だったと判決を出し、出場停止処分の裁定は覆され公開訓告の処分のみとなった。
2018年6月24日、バーネットはUSADAの薬物検査に対する不信を理由にUFCからの離脱を要求し、UFCと話し合いの末、離脱に至った。

#### Bellator MMA
2019年4月1日、Bellator MMAと複数試合契約を交わしたことが発表された。
2019年12月20日、Bellator USO Salute to the Troopsでロニー・マークスと対戦予定で、前日の計量もパスしていたが、試合当日にバーネットが病気のため欠場することが発表された。
2020年3月13日、Bellator 241で再びロニー・マークスとの試合が組まれるが、試合前の健康診断で異常が見つかったため再び欠場となった。なお、一部のメディアでバーネットがドーピング検査に失格したと報道されるが、試合を管轄するモヒガン族アスレチック局が誤報であると訂正する声明を出している。

### プロレス
2002年12月、新日本プロレスの大会に登場。2003年1月4日、新日本の東京ドーム大会で初参戦にしてIWGP王者永田裕志と対戦（経緯後述）。2003年は新日本の地方巡業にも参加すると共に、新日本主催の総合格闘技イベントへも参戦。
2005年、新日本のG1 CLIMAXにエントリーされるも、直前で川田利明に変更された（新日本サイド側より「川田の方が集客力があるから」と説明を受けたとしている）。11月23日、U-STYLE Axisで田村潔司と対戦、腕ひしぎ十字固めで一本負け。
2007年6月29日、IGF旗揚げ興行「闘今 BOM-BA-YE」で安田忠夫に4分17秒腕ひしぎ十字固めで一本勝ち。2007年12月20日、IGF「GENOME2」でモンターニャ・シウバと対戦、シウバのパンチで苦戦を強いられるもゴッチスペシャルで勝利。
2008年2月16日、IGF「GENOME3」で小川直也と対戦。4分48秒腕ひしぎ十字固めで一本勝ちするも、ロープに手がかかっていたと小川が抗議。すぐさま再戦が行なわれ、5分13秒STOボンバーからの片エビ固めでピンフォール負け。
2017年2月16日、TNA・Impact Wrestlingにてボビー・ラシュリーより呼び込まれる形で登場。ラシュリーが保持するTNA世界ヘビー級王座のベルトを懸けて勝負する事を約束した。2月23日、バッド・ボーンズと対戦。打撃技を多用して寄せ付けず、最後にノーザンライト・スープレックスからキーロックへと繋げてギブアップを奪い勝利。3月2日、TNA世界ヘビー級王座を保持するボビー・ラシュリーに挑戦。MMAで培った打撃技と関節技を駆使して試合を優位に進めるが、終盤にクローズラインを防御され倒されるとスピアーを喰らい敗戦した。
2019年4月5日からロープ、フォール無しのルールのプロレス興行「ブラッドスポーツ 武士道」を主宰し自らも参戦している。日本では2024年6月22日に初開催された。
2021年11月15日、アメリカ・カルフォルニア州で開催された新日本プロレスリバーサイド大会「DETONATION 2021」でアレックス・コグリンとシングルマッチを行った。
2023年09月03日、プロレスリング・ノア「ABEMA presents N-1 VICTORY 2023」で船木誠勝とGHCマーシャルアーツルールで対戦した。

## 人物・エピソード
- NHK教育テレビの『えいごでしゃべらないとJr.』（2008年6月9日）に出演し、通訳なしでの受け答えが可能なほどの日本語の堪能さを披露した。
- アントニオ・ホドリゴ・ノゲイラ戦でのデスバレーボム、近藤有己戦でのジャーマン・スープレックス、吉田秀彦戦でのバックドロップなど、総合格闘技の試合でプロレス技を披露することがある。
- UWFをこよなく愛し、前田日明の名を度々口に出したり、UWFインターナショナルについての論文をネット上に公表した他、やはりU系派生団体の一つであるパンクラス無差別級王者となった際には「UWFハシナナイ」と発言した。
- 自らを「プロレスラー」と呼び、「プロレスこそが最強」を声高らかに叫ぶ。U系の技術の根本となるキャッチ・アズ・キャッチ・キャンこそ、ブラジリアン柔術を超えるグラウンドの技術であると提唱していたが、ヒーガン・マチャドの下でブラジリアン柔術を学び黒帯を授与されている[15]。
- K-1 ROMANEXではボブ・サップを指導したことから、「野獣の調教師」と紹介されていた。

### オタクへの造詣
無類の二次元好きで日本に立ち寄るときは秋葉原や中野ブロードウェイにフィギュアなどを買い求めに赴くことが多いという。「世界最強のオタク」と呼ばれる所以でもある。好きなキャラクターは『北斗の拳』のケンシロウ。また、ロボットアニメでは『機動戦士ガンダム』を好み、ガンダムを好きじゃない人間が地球上にいるわけがないと断言するほど。ほかに『装甲騎兵ボトムズ』や『ファイブスター物語』を好み、ボトムズが何の略か（Vertical One-man Tank for Offence & Maneuver-S）をソラで言える上、FSSは紀伊國屋書店で英訳版を取り寄せるほど。日本のアニメへの馴れ初めは『宇宙戦艦ヤマト』で、この作品をきっかけにアニメに没頭するようになった。この頃はインターネットもあまり普及していなかったため、雑誌やテレビ・ラジオなどを通してそれら作品を研究していた。また、そのような自身を「アメリカンオタクスタイル初期型」と語り、自らを旧ザクに喩えた。ヤマトや『マクロス』等の有名どころは勿論、一般人では到底知らないアニメや特撮までもその範疇としており、「好きではないけど一応知っている」というオタク特有の性質までも併せ持っている。通訳者が「ガチャガチャって単語伝わるかな？」と説明に苦慮していると、「これガチャポンでしょ？」と言ったり、「高校鉄拳伝タフ」を説明しようとしていると、「知ってるよ」と言いながら財布から同作品のテレカを出した。「『ジョジョ』よりも、『バオー』の方が好き」という一風変わった趣味とオタクぶりを見せる。『ドラゴンボール』については「強さに際限がなく、現実的でない」などと辛辣な評価を下している。また『進撃の巨人』については、「巨大な敵が襲ってくる中なのに、メロドラマが多すぎる」とあまり琴線に触れなかった様子だった。どちらかというとリアリティの高い作品を好む傾向にあるが、作品に誠実さがあれば多少リアリティがなくとも問題ないとのこと。
- 日本のアニメ作品のタイトルは英語のタイトルであっても日本人的発音（Engrish）で発音する。海洋堂をリスペクトしているらしく、日本に来た際は同社の制作した『キン肉マン』や『北斗の拳』のフィギュアの購入を熱望していた。

日本のアニメ声優にも詳しい。雑誌「CONTINUE」でインタビューを受けた際、バックナンバーを流し読みした時に「あ、林原めぐみだ」とポロっともらした。テレビゲームも大好きであり、日米版それぞれのプレイステーション2を保有している。最も好きなプロレスゲームは『ファイヤープロレスリング』シリーズ。レスラーの行動パターンロジックを調整して、自動で戦わせて観戦するのが好き。映画『ブレードランナー』のマニアであり、ビデオ、LD、DVDなど様々なバージョンの同作をコレクションしている。ホラー映画、スプラッター映画も好きで恋人とデートでスプラッター映画を見に行くほど。

## 戦績

### 総合格闘技
| 総合格闘技 戦績 | 総合格闘技 戦績 | 総合格闘技 戦績 | 総合格闘技 戦績 | 総合格闘技 戦績 | 総合格闘技 戦績 | 総合格闘技 戦績 |
| --------------- | --------------- | --------------- | --------------- | --------------- | --------------- | --------------- |
| 43 試合         | (T)KO           | 一本            | 判定            | その他          | 引き分け        | 無効試合        |
| 35 勝           | 8               | 21              | 5               | 1               | 0               | 0               |
| 8 敗            | 2               | 3               | 3               | 0               | 0               | 0               |

| 勝敗 | 対戦相手                         | 試合結果                             | 大会名                                                                                      | 開催年月日     |
| ○    | アンドレイ・アルロフスキー       | 3R 2:53 リアネイキドチョーク         | UFC Fight Night: Arlovski vs. Barnett                                                       | 2016年9月3日   |
| ×    | ベン・ロズウェル                 | 2R 3:48 ゴゴチョーク                 | UFC on FOX 18: Johnson vs. Bader                                                            | 2016年1月30日  |
| ○    | ロイ・ネルソン                   | 5分5R終了 判定3-0                    | UFC Fight Night: Barnett vs. Nelson                                                         | 2015年9月27日  |
| ×    | トラヴィス・ブラウン             | 1R 1:00 KO（肘打ち）                 | UFC 168: Weidman vs. Silva 2                                                                | 2013年12月28日 |
| ○    | フランク・ミア                   | 1R 2:56 TKO（膝蹴り）                | UFC 164: Henderson vs. Pettis                                                               | 2013年8月31日  |
| ○    | ナンドール・ゲルミーノ           | 1R 2:11 肩固め                       | Strikeforce: Marquardt vs. Saffiedine                                                       | 2013年1月12日  |
| ×    | ダニエル・コーミエ               | 5分5R終了 判定0-3                    | Strikeforce: Barnett vs. Cormier 【ワールドグランプリ ヘビー級トーナメント 決勝】           | 2012年5月19日  |
| ○    | セルゲイ・ハリトーノフ           | 1R 4:28 肩固め                       | Strikeforce: Barnett vs. Kharitonov 【ワールドグランプリ ヘビー級トーナメント 準決勝】      | 2011年9月10日  |
| ○    | ブレット・ロジャース             | 2R 1:17 肩固め                       | Strikeforce: Overeem vs. Werdum 【ワールドグランプリ ヘビー級トーナメント 1回戦】           | 2011年6月18日  |
| ○    | ジェロニモ・ドス・サントス       | 1R 2:35 TKO（マウントパンチ）        | Impact FC 1: The Uprising Brisbane                                                          | 2010年7月10日  |
| ○    | マイティ・モー                   | 1R 4:41 アームロック                 | DREAM.13                                                                                    | 2010年3月22日  |
| ○    | ギルバート・アイブル             | 3R 3:05 ギブアップ（マウントパンチ） | Affliction: Day of Reckoning                                                                | 2009年1月24日  |
| ○    | ペドロ・ヒーゾ                   | 2R 1:44 KO（左フック）               | Affliction: Banned                                                                          | 2008年7月19日  |
| ○    | ジェフ・モンソン                 | 5分3R終了 判定3-0                    | 戦極 〜第二陣〜                                                                             | 2008年5月18日  |
| ○    | 吉田秀彦                         | 3R 3:23 ヒールホールド               | 戦極 〜第一陣〜                                                                             | 2008年3月5日   |
| ×    | アントニオ・ホドリゴ・ノゲイラ   | 3R（10分/5分/5分）終了 判定0-3       | PRIDE 男祭り 2006 -FUMETSU-                                                                 | 2006年12月31日 |
| ○    | パウエル・ナツラ                 | 2R 3:04 アンクルホールド             | PRIDE.32 "THE REAL DEAL"                                                                    | 2006年10月21日 |
| ×    | ミルコ・クロコップ               | 1R 7:32 ギブアップ（パウンド）       | PRIDE 無差別級グランプリ 2006 決勝戦 【無差別級グランプリ 決勝】                            | 2006年9月10日  |
| ○    | アントニオ・ホドリゴ・ノゲイラ   | 3R（10分/5分/5分）終了 判定2-1       | PRIDE 無差別級グランプリ 2006 決勝戦 【無差別級グランプリ 準決勝】                          | 2006年9月10日  |
| ○    | マーク・ハント                   | 1R 2:02 チキンウィングアームロック   | PRIDE 無差別級グランプリ 2006 2nd ROUND 【無差別級グランプリ 2回戦】                        | 2006年7月1日   |
| ○    | エメリヤーエンコ・アレキサンダー | 2R 1:57 V1アームロック               | PRIDE 無差別級グランプリ 2006 開幕戦 【無差別級グランプリ 1回戦】                           | 2006年5月5日   |
| ○    | 中村和裕                         | 1R 8:10 チョークスリーパー           | PRIDE.31 Dreamers                                                                           | 2006年2月26日  |
| ×    | ミルコ・クロコップ               | 3R（10分/5分/5分）終了 判定0-3       | PRIDE.30 STARTING OVER                                                                      | 2005年10月23日 |
| ×    | ミルコ・クロコップ               | 1R 0:46 ギブアップ（左肩の脱臼）     | PRIDE.28                                                                                    | 2004年10月31日 |
| ○    | レネ・ローゼ                     | 1R 2:15 KO（マウントパンチ）         | ROMANEX 格闘技世界一決定戦                                                                  | 2004年5月22日  |
| ○    | セーム・シュルト                 | 3R 4:48 腕ひしぎ十字固め             | INOKI BOM-BA-YE 2003 馬鹿になれ夢を持て 【無差別級キング・オブ・パンクラス タイトルマッチ】 | 2003年12月31日 |
| ○    | 高橋義生                         | 2R 2:52 腕ひしぎ三角固め             | 新日本プロレス ULTIMATE CRUSH 【無差別級キング・オブ・パンクラス タイトルマッチ】           | 2003年10月13日 |
| ○    | 近藤有己                         | 3R 3:26 チョークスリーパー           | PANCRASE 2003 HYBRID TOUR 【無差別級キング・オブ・パンクラス タイトルマッチ】               | 2003年8月31日  |
| ○    | ジミー・アンブリッツ             | 1R 3:05 TKO（膝蹴り→パウンド）       | 新日本プロレス ULTIMATE CRUSH                                                               | 2003年5月2日   |
| ○    | ランディ・クートゥア             | 2R 4:35 TKO（パウンド）              | UFC 36: Worlds Collide 【UFC世界ヘビー級タイトルマッチ】                                    | 2002年3月22日  |
| ○    | ボビー・ホフマン                 | 2R 4:25 ギブアップ（パウンド）       | UFC 34: High Voltage                                                                        | 2001年11月2日  |
| ○    | セーム・シュルト                 | 1R 4:21 腕ひしぎ十字固め             | UFC 32: Showdown in the Meadowlands                                                         | 2001年6月29日  |
| ×    | ペドロ・ヒーゾ                   | 2R 4:21 KO（右フック）               | UFC 30: Battle on the Boardwalk                                                             | 2001年2月23日  |
| ○    | ガン・マッギー                   | 2R 4:34 TKO（スタンドパンチ連打）    | UFC 28: High Stakes                                                                         | 2000年11月17日 |
| ○    | ダン・スバーン                   | 4R 1:21 腕ひしぎ十字固め             | SuperBrawl 16                                                                               | 2000年2月8日   |
| ○    | ボビー・ホフマン                 | 5分3R終了 判定3-0                    | SuperBrawl 13 【ヘビー級トーナメント 決勝】                                                 | 1999年9月7日   |
| ○    | ジョン・マーシュ                 | 1R 4:23 チキンウィングアームロック   | SuperBrawl 13 【ヘビー級トーナメント 準決勝】                                               | 1999年9月7日   |
| ○    | ユハ・トゥカサーリ               | 1R 3:32 腕ひしぎ十字固め             | SuperBrawl 13 【ヘビー級トーナメント 1回戦】                                                | 1999年9月7日   |
| ○    | トレヴァー・ハワード             | 1R 腕ひしぎ十字固め                  | UFCF: Night of Champions                                                                    | 1998年9月19日  |
| ○    | ボブ・ギルストラップ             | 1R 0:42 失格                         | UFCF: Night of Champions                                                                    | 1998年3月14日  |
| ○    | クリス・ムンゼン                 | 1R TKO（パンチ連打）                 | UFCF: Road to the Championships 2                                                           | 1997年9月6日   |
| ○    | ボブ・ギルストラップ             | 10分1R終了 判定3-0                   | UFCF: Road to the Championships 1                                                           | 1997年7月7日   |
| ○    | クリス・シャーノス               | 1R 2:41 チョークスリーパー           | UFCF: Clash of the Titans                                                                   | 1997年1月11日  |

### グラップリング
| 勝敗 | 対戦相手             | 試合結果                          | 大会名                                          | 開催年月日     |
| ×    | ゴードン・ライアン   | 1R 2:09 三角絞め                  | Quintet 3                                       | 2018年10月5日  |
| △    | グレゴー・グレイシー | 1R 4分終了                        | Quintet 1                                       | 2018年4月11日  |
| ○    | ヒーロン・グレイシー | 1R 12:58 アンクルロック           | Metamoris 6 【Metamorisヘビー級タイトルマッチ】 | 2015年5月9日   |
| ○    | ディーン・リスター   | 1R 19:48 スカーフホールド         | Metamoris 4 【Metamorisヘビー級王座決定戦】     | 2014年8月9日   |
| ○    | ブルーノ・パウリスタ | 10分終了 レフェリー判定           | 世界ノーギ柔術選手権 【ペシディモ級 決勝】      | 2009年11月8日  |
| ○    | トム・デブラス       | 10分終了 ポイント7-2              | 世界ノーギ柔術選手権 【ペシディモ級 準決勝】    | 2009年11月8日  |
| ○    | アンドレ・フレイタス | アンクルホールド                  | 世界ノーギ柔術選手権 【ペシディモ級 1回戦】     | 2009年11月8日  |
| ○    | 佐藤光留             | 1R 4:27 TKO（チョークスリーパー） | PANCRASE 2007 RISING TOUR                       | 2007年12月22日 |
| ×    | ヒカルド・アルメイダ | 5:55 フロントチョーク             | ADCC 2000 【無差別級 1回戦】                    | 2003年3月3日   |
| ×    | マーク・ケアー       | 9:33 チキンウィングアームロック   | ADCC 2000 【99kg以上級 1回戦】                  | 2003年3月1日   |
| ×    | ガース・テイラー     | 1R 10分終了 ポイント              | ADCC 1999 【無差別級 2回戦】                    | 1999年         |
| ○    | ペドロ・デュアルテ   | 1R 1:19 関節技                    | ADCC 1999 【無差別級 1回戦】                    | 1999年         |
| ×    | マーク・ケアー       | 1R 10分終了 ポイント              | ADCC 1999 【99kg以上級 2回戦】                  | 1999年         |
| ○    | トラビス・フルトン   | 1R 15分終了 ポイント              | ADCC 1999 【99kg以上級 1回戦】                  | 1999年         |

## 獲得タイトル
- SuperBrawl 13ヘビー級トーナメント 優勝（1999年）
- 第7代UFC世界ヘビー級王座（2002年）
- 第10代無差別級キング・オブ・パンクラス王座（2003年）
- 世界ノーギ柔術選手権 黒帯ペサディモ級 優勝（2009年）
- グレイシーUSナショナルズ ノーギ93.4kg超級 優勝（2010年）
- 初代Metamorisヘビー級王座（2014年）

## 表彰
- UFC パフォーマンス・オブ・ザ・ナイト（2回）
- UFC ファイト・オブ・ザ・ナイト（1回）
- SHERDOG 殿堂入り（2014年）
- パンクラス 栄誉王者（2025年）

## 入場曲
- 愛をとりもどせ!!：クリスタルキング - 北斗の拳主題歌、現在は稀に使用。UFC Fight Night: Barnett vs. Nelsonでも使用された。
- Saint Stillness（Army of One） - 旧入場曲

## 映画出演
- 沈黙の制裁（2014年）
- マッド・ウォーリアーズ 頂上決戦（原題：Never Back Down: No Surrender）（2016年）